# Paramphilochoides intermedius
Paramphilochoides intermedius är en kräftdjursart som först beskrevs av T. Scott 1896.  Paramphilochoides intermedius ingår i släktet Paramphilochoides och familjen Amphilochidae. Arten är reproducerande i Sverige. Inga underarter finns listade i Catalogue of Life.